# Ловчий
Ловчий (лат. venator) — двірський урядник, що відповідав за організацію та нагляд за полюваннями. Залежно від підпорядкування були королівські, воєводські та земські ловчі. Донька ловчого називалась ловчанка. З часом став номінальним почесним урядом, а його обов'язки виконували надвірні ловчі.

## Велике князівство Литовське
Найваживіша посада — ловчий великий литовський, який відповідав за організацію та нагляд за полюваннями великого князя.

## Королівство Польське
Найважливіша посада — ловчий великий коронний, який відповідав за організацію та нагляд за полюваннями короля. В тих землях України, що входили до складу Корони, були також земські ловчі. Зокрема, у Руському воєводстві — ловчий 
подільський, галицький, львівський, перемиський, сяноцький та холмський, у Белзькому — белзький та буський.